# Dysphania bellissima
Dysphania bellissima là một loài bướm đêm trong họ Geometridae.